# Kozičín
Kozičin je naselje u općini i okrugu Příbram, Središnja Češka. Prema popisu stanovništva iz 2001. ima 99 stanovnika, koji žive na 96 prijavljenih adresa.
Ukupna površina katastarske jedinice Kozičin iznosi 3,06 km². Poštanski broj naselja glasi 261 02.

## Vanjske poveznice
- (češ.) (engl.) (njem.) Službene stranice grada i općine Příbram